# 新谷尚紀
新谷 尚紀（しんたに たかのり、1948年11月18日 - ）は、日本の民俗学者。国立歴史民俗博物館・総合研究大学院大学名誉教授。國學院大學大学院客員教授。専門は日本の葬祭史、信仰史。

## 経歴

### 学歴
広島県に生まれる。広島新庄中学・高等学校を経て、早稲田大学第一文学部史学科を卒業し、同大学院文学研究科史学専攻に進む。1977年に博士後期課程単位を取得する。1998年「死・葬送・墓制をめぐる民俗学的研究」で慶應義塾大学より博士（社会学）（乙種）の学位を取得した。

### 職歴
山村女子短期大学の助教授、国立歴史民俗博物館助教授、教授を経て、総合研究大学院大学教授となり、2010年に定年退官して、名誉教授となるとともに、國學院大学文学部教授に就任した。2019年に國學院大學を定年退職した。

## 著書
- 『生と死の民俗史』木耳社、1986年
- 『ケガレからカミへ』木耳社、1987年
- 『両墓制と他界観』吉川弘文館〈日本歴史民俗叢書〉、1991年 　ISBN 978-4-64207351-6（オンデマンド版、2017年　ISBN 978-4-64277351-5）
- 『日本人の葬儀』紀伊国屋書店、1992年（→新版・2011年、→角川ソフィア文庫・2021年）
- 『死と人生の民俗学』駿台曜曜社、1995年
- 『寅さんの民俗学 戦後世相史断章』海鳴社、1996年
- 『死・墓・霊の信仰民俗史』歴史民俗博物館振興会〈歴博ブックレット〉、1998年
- 『神々の原像 祭祀の小宇宙』吉川弘文館〈歴史文化ライブラリー〉、2000年　ISBN　978-4-64205492-8（オンデマンド版、2017年 ISBN 978-4-64275492-7）
- 『なぜ日本人は賽銭を投げるのか 民俗信仰を読み解く』文藝春秋〈文春新書〉、2003年
- 『柳田民俗学の継承と発展 その視点と方法』吉川弘文館、2005年　ISBN 978-4-64208187-0
- 『なるほど!民俗学 どうして敷居を踏んではいけないの?』PHP研究所〈雑学3分間ビジュアル図解シリーズ〉、2006年
- 『日本人の縁起かつぎと厄払い』青春出版社〈青春新書〉、2007年
- 『日本人の春夏秋冬 季節の行事と祝いごと』小学館、2007年
- 『先祖供養のしきたり』ベストセラーズ〈ベスト新書〉、2008年
- 『お葬式 死と慰霊の日本史』吉川弘文館、2009年 ISBN 978-4-64207999-0
- 『伊勢神宮と出雲大社－「日本」と「天皇」の誕生』講談社〈選書メチエ〉、2009年（講談社学術文庫、2020年）
- 『民俗学とは何か―柳田・折口・渋沢に学び直す』吉川弘文館、2011年 ISBN 978-4-64208053-8
- 『日本人はなぜそうしてしまうのか』青春出版社〈青春新書〉、2012年
- 『伊勢神宮と三種の神器－古代日本の祭祀と天皇』講談社〈選書メチエ〉、 2013年
- 『葬式は誰がするのか 葬儀の変遷史』吉川弘文館、2015年 ISBN 978-4-64208199-3
- 『氏神さまと鎮守さま 神社の民俗史』講談社〈選書メチエ〉、2017年
- 『神道入門　民俗伝承学から日本文化を読む』筑摩書房〈ちくま新書〉、2018年
- 『神社の起源と歴史』吉川弘文館、2021年 ISBN 978-4-64208400-0
- 『神社とは何か』講談社〈講談社現代新書〉、2021年
- 『遠野物語と柳田國男』吉川弘文館〈歴史文化ライブラリー〉、2022年 ISBN 978-4-64205956-5
- 『柳田國男 『遠野物語 全訳注』』講談社〈講談社学術文庫〉2023年（現代語訳）
- 『すぐ忘れる日本人の精神構造史 : 民俗学の視点から日本を解剖』さくら舎 2024年2月
- 『政治の米・経済の米・文化の米 : 稲と米で読む日本史』山川出版社 2025年3月

### 共著
- 『ブルターニュのパルドン祭り 日本民俗学のフランス調査』（関沢まゆみとの共著）悠書館、2008年3月
- 『民俗学で考える』（岸澤美希との共著）KADOKAAWA、角川選書 2025年3月

### 共編
- 『死後の環境 他界への準備と墓』昭和堂〈講座人間と環境 第9巻〉、1999年1月
- 『民俗学がわかる事典 読む・知る・愉しむ』日本実業出版社、1999年9月（角川ソフィア文庫、2022年）
- 『往生考 日本人の生・老・死 国立歴史民俗博物館国際シンポジウム』（宮田登との共編）小学館、2000年5月
- 『イデオロギーの文化装置』〈人類にとって戦いとは〉（福井勝義との共編）東洋書林、2002年11月
- 『暮らしの中の民俗学 1　一日』（波平恵美子・湯川洋司と共編）吉川弘文館、2003年 ISBN 978-4-64207798-9
- 『暮らしの中の民俗学 2  一年』（波平恵美子・湯川洋司と共編）吉川弘文館、2003年 ISBN 978-4-64207799-6
- 『暮らしの中の民俗学 3　一生』（波平恵美子・湯川洋司と共編）吉川弘文館、2003年 ISBN 978-4-64207800-9
- 『民俗小事典 死と葬送』』（関沢まゆみとの共編）吉川弘文館、2005年12月 ISBN 978-4-64207949-5
- 『精選日本民俗辞典』（福田アジオ・湯川洋司・神田より子・中込睦子・渡邊欣雄と共編）吉川弘文館、2006年3月 ISBN 978-4-64201432-8
- 『都市とふるさと』（岩本通弥との共編）吉川弘文館〈都市の暮らしの民俗学〉、2006年10月 ISBN 978-4-64207964-8
- 『都市の光と闇』（岩本通弥との共編）吉川弘文館〈都市の暮らしの民俗学〉、2006年11月 ISBN 978-4-64207965-5
- 『都市の生活リズム』（岩本通弥との共編）吉川弘文館〈都市の暮らしの民俗学〉、2006年12月 ISBN 978-4-64207966-2
- 『排除する社会・受容する社会 現代ケガレ論』（関根康正との共編）吉川弘文館〈歴博フォーラム〉、2007年5月 ISBN 978-4-64207973-0
- 『民俗小事典 食』（関沢まゆみとの共編）吉川弘文館、2013年8月 ISBN 978-4-64208087-3

### 監修
- 『神社に秘められた日本史の謎』（古川順弘著）宝島社 2024年9月

### 論文
- CiNii>新谷尚紀
- J-STAGE>新谷尚紀

### 科研費
- KAKEN>新谷尚紀